# Santa María de Huerta
|  | Per a altres significats, vegeu «Monestir de Santa María de Huerta». |

Santa María de Huerta és un municipi a la província de Sòria (comunitat autònoma de Castella i Lleó).